# Coppa del Mondo di big air (freestyle)
La Coppa del Mondo di big air è un trofeo assegnato annualmente dalla Federazione Internazionale Sci al o alla freestyler che ha ottenuto il punteggio complessivo più alto nelle gare di big air del circuito della Coppa del Mondo. Tale trofeo viene assegnato dalla stagione 2016-2017; in precedenza le gare di big air erano valide ai fini della Coppa dello slopestyle.

## Albo d'oro
| Stagione  | Uomini             | Uomini        | Donne            | Donne     |
| Stagione  | Vincitore          | Nazionale     | Vincitrice       | Nazionale |
| --------- | ------------------ | ------------- | ---------------- | --------- |
| 2016-2017 | Henrik Harlaut     | Svezia        | Emma Dahlström   | Svezia    |
| 2017-2018 | Christian Nummedal | Norvegia      | Silvia Bertagna  | Italia    |
| 2018-2019 | Andri Ragettli     | Svizzera      | Elena Gaskell    | Canada    |
| 2019-2020 | Birk Ruud          | Norvegia      | Giulia Tanno     | Svizzera  |
| 2020-2021 | Birk Ruud          | Norvegia      | Giulia Tanno (2) | Svizzera  |
| 2021-2022 | Matěj Švancer      | Austria       | Tess Ledeux      | Francia   |
| 2022-2023 | Birk Ruud (3)      | Norvegia      | Tess Ledeux (2)  | Francia   |
| 2023-2024 | Alexander Hall     | Stati Uniti   | Mathilde Gremaud | Svizzera  |
| 2024-2025 | Luca Harrington    | Nuova Zelanda | Flora Tabanelli  | Italia    |